# بهترین روز (ترانه تیلور سوئیفت)
«بهترین روز» (انگلیسی: The Best Day) ترانه‌ای از خواننده-ترانه‌سرای آمریکایی تیلور سوئیفت است. این دوازدهمین قطعه در دومین آلبوم استودیویی او، بی‌باک (۲۰۰۸) است. این ترانه را سوئیفت و تهیه‌کننده‌اش نیتن چپمن نوشته‌اند.
این ترانه قصیده‌ای برای پدر و مادر سوئیفت است و بسیاری از شعرها به مادرش، آندریا سویفت اختصاص داده شده‌است. پس از انتشار بی‌باک، «بهترین روز» وارد جدول فوران‌کننده زیر هات ۱۰۰ ایالات متحده شد. این ترانه پس از انتشار نسخهٔ پلاتینی بی‌باک وارد جدول ترانه‌های داغ کانتری ایالات متحده نیز شد.